# Kočarji
Kočarji so naselje v občini Kočevje.